# Alexis Vila
Alexis Vila Perdomo (* 12. März 1971 in Vila Clara) ist ein ehemaliger kubanischer Ringer und derzeitiger Mixed-Martial-Arts-Kämpfer. Als Ringer wurde er zweimal Weltmeister und gewann bei den Olympischen Spielen 1996 eine Bronzemedaille jeweils im freien Stil im Halbfliegengewicht.

## Werdegang
Alexis Vila wuchs in seiner Geburtsstadt auf und begann dort als Jugendlicher 1986 mit dem Ringen. Dabei konzentrierte er sich auf den freien Stil und startete für einen Ringerclub in Vila Clara, wo Juan Caballero sein Trainer war.
Auf der internationalen Ringermatte erschien er erstmals im Jahre 1993, als er schon 22 Jahre alt war. Er startete dabei bei einem Weltcup-Turnier in Chattanooga und belegte den 2. Platz hinter dem Russen Peter Jumschanow. Wenige Monate später nahm er an der Weltmeisterschaft 1993 in Toronto teil und gewann dort auf Anhieb den Weltmeistertitel vor Wugar Orudschow, Belarus, Jung Soon-won, Südkorea und İlyas Şükrüoğlu, Türkei.
1994 wurde er in Mexiko-Stadt auch Panamerikanischer Meister vor Jose Manuel Restrepo Gonzales aus Kolumbien und Kanamti Solomon aus den Vereinigten Staaten. Im August 1994 gelang es ihm in Istanbul den 1993 erstmals errungenen Weltmeistertitel zu verteidigen. Er siegte in Istanbul vor Jung Soon-won, Peter Jumschanow und Assen Tschetow aus Bulgarien.
1995 wurde Alexis Vila in Mar del Plata Sieger bei den Panamerikanischen Spielen. Er verwies dort Paul Ragusa aus Kanada, Tim Vanni aus den Vereinigten Staaten und Jose Manuel Restrepo Gonzales auf die Plätze. Sein Ziel, in Atlanta zum dritten Mal in Folge Weltmeister zu werden, konnte er aber nicht umsetzen. Er verlor in Atlanta nämlich im Finale gegen seinen alten Konkurrenten Wugar Orudschow und musste sich deshalb mit dem zweiten Platz vor Armen Mkrttschjan aus Armenien und Nader Rahmati aus dem Iran begnügen.
1996 gelang ihm die Qualifikation für die Olympischen Spiele in Atlanta durch einen Turniersieg in Cali/Kolumbien. Im Mai 1996 startete er auch beim Großen Preis von Deutschland in Leipzig und siegte dort vor Wugar Orudschow, Romică Rașovan, Deutschland (früher Rumänien) und Beyhan Gülfiliz aus der Türkei. Bei den Olympischen Spielen 1996 in Atlanta besiegte er Isaac Jacob, Nigeria und Filiberto Fernandez, Mexiko, verlor dann gegen Armen Mkrttschjan und holte sich mit Siegen über Wiktor Efteni, Ukraine, Witali Railean, Moldawien und Wugar Orudschow doch noch eine olympische Bronzemedaille.
Im Mai 1997 nahm Alexis Vila in San Juan/Puerto Rico an den Panamerikanischen Meisterschaften teil. Er gewann dort vor Eric Albarrion, Vereinigte Staaten und Ulises Valentini, Dominikanische Republik. Nach der Siegerehrung nützte er eine günstige Gelegenheit und setzte sich von der kubanischen Mannschaft ab und emigrierte danach in die Vereinigten Staaten.

## Aufenthalt in den Vereinigten Staaten
In den Vereinigten Staaten lebte Alexis Vila zunächst in North Carolina und in Michigan und fand danach ein Zuhause in Miami, Florida. Dort wurde er aber straffällig und musste eine vierjährige Gefängnisstrafe absitzen. Danach fand er eine Stelle als Jugendtrainer für Ringen und andere Kampfsportarten bei einer karitativen Vereinigung in Miami.
Im Jahre 2007 debütierte er als Mixed-Martial-Arts-Kämpfer und bestritt in dieser Sportart für das American Top Team bis dato 13 Kämpfe, von denen er elf gewann.

## Internationale Erfolge als Ringer
| Jahr | Platz  | Wettbewerb                                             | Gewichtsklasse | Ergebnisse |
| 1993 | 2.     | Weltcup in Chattanooga                                 | Halbfliegen    | hinter Peter Jumschanow, Russland, vor Paul Ragusa, Kanada |
| 1993 | 1.     | WM in Toronto                                          | Halbfliegen    | vor Wugar Orudschow, Belarus, Jong Soon-won, Südkorea und İlyas Şükrüoğlu, Türkei |
| 1993 | 1.     | Zentralamerika- und Karibikspiele in Ponce/Puerto Rico | Halbfliegen    | vor Hamar Diaz, Venezuela und Mynor Ramirez, Guatemala |
| 1994 | 1.     | Panamerikanische Meisterschaft in Mexiko-Stadt         | Halbfliegen    | vor Jose Manuel Restrepo Gonzales, Kolumbien und Kanamti Solomon, USA |
| 1994 | 1.     | WM in Istanbul                                         | Halbfliegen    | vor Jung Soon-won, Peter Jumschanow, Assen Tschetow, Bulgarien und Nasser Zainalnia, Iran |
| 1995 | 1.     | Panamerikanische Spiele in Mar del Plata               | Halbfliegen    | vor Paul Ragusa, Tim Vanni, USA und Jose Manuel Restrepo Gonzales |
| 1995 | 2.     | WM in Atlanta                                          | Halbfliegen    | hinter Wugar Orudschow, vor Armen Mkrttschjan, Armenien und Nader Rahmati, Iran |
| 1996 | 1.     | Olympia-Qualif.-Turnier in Cali/Kolumbien              | Halbfliegen    | vor Paul Ragusa und Jose Manuel Restrepo Gonzales |
| 1996 | 1.     | Großer Preis von Deutschland in Leipzig                | Halbfliegen    | vor Wugar Orudschow, Romică Rașovan, Deutschland und Beyhan Gülfiliz, Türkei |
| 1996 | Bronze | OS in Atlanta                                          | Halbfliegen    | nach Siegen über Isaac Jacob, Nigeria und Filiberto Fernandez, Mexiko, einer Niederlage gegen Armen Mkrttschjan und Siegen über Wiktor Efteni, Ukraine, Witali Railean, Moldawien und Wugar Orudschow |
| 1996 | 1.     | Weltcup in Teheran                                     | Halbfliegen    | vor Babak Nourzad, Iran und A. Serbiguchjew, Russland |
| 1997 | 1.     | Großer Preis von Griechenland in Athen                 | Fliegen        | vor Moon Myunkh-suk, Südkorea und Iwan Tzonow, Bulgarien |
| 1997 | 1.     | Panamerikanische Meisterschaft in San Juan/Puerto Rico | Halbfliegen    | vor Eric Albarrion, USA, Ulises Valentini, Dominikanische Republik und Arnel Kernizan de Jesus, Puerto Rico                                                                                           |

Erläuterungen
- alle Wettkämpfe im freien Stil
- OS = Olympische Spiele, WM = Weltmeisterschaft
- Halbfliegen, Gewichtsklasse bis 48 kg Körpergewicht